# Partit Socialista Valencià
El Partit Socialista Valencià (PSV) (Partido Socialista Valenciano) fue un partido político español de ámbito valenciano fundado en 1964 por antiguos militantes del Moviment Social-Cristià de Catalunya y Acció Socialista Valenciana, así como de la Agrupació Democràtica d'Estudiants Valencians (Agrupación Democrática de Estudiantes Valencianos).

## Orígenes
El PSV agrupaba diferentes corrientes socialistas, vinculadas a la defensa de la identidad cultural y nacional valenciana, muy especialmente, a las Juventudes de Lo Rat Penat, pero estaba fuertemente influido por el socialismo catalanista de Josep Pallach, los grupos socialcristianos de Jordi Pujol y la revista Serra d'Or.
Parte de su militancia provenía del Frente Marxista Valenciano (FMV), como Vicent Ventura i Beltran, otros independientes, como Eliseu Climent, que sostenían posiciones cercanas al socialismo cristiano. El núcleo principal del partido también reunía una militancia de procedencia muy heterogénea: Ferran Martínez Navarro, Josep Vicent Marqués, Joan Josep Pérez Benlloch, Valerià Miralles i Ortolà, Ricard Pérez Casado o Alfons Cucó entre otros.

## Ideología
Ideológicamente se declaraba socialista y valencianista. En la universidad se oponía al SEU, pero también al PCE. Por lo pronto no tenían un programa elaborado, sino grandes líneas de actuación dentro del socialismo democrático que inspiraron la Declaración de Principios del PSV de 1964. La mayoría de los militantes pertenecían a la pequeña burguesía, pocos eran hijos de trabajadores, y muchos de ellos eran universitarios. No sobrepasó los 60 o 70 militantes activos, y los que se reunieron no pasaron nunca de 150 individuos. Incluso lanzaron una iniciativa obrerista, promovida por Vicente Alvarez y Vicente Albero proveniente del Frente de Liberación Popular. Colaboró junto a la Aliança Sindical Obrera (ASO) en la organización de las primeras huelga en la Comunidad Valenciana.
Se caracterizó por afirmar el carácter nacional y lingüístico del País Valenciano, que mantenía afinidades básicas con Cataluña y las Islas Baleares, con los que forma la comunidad nacional de los Países Catalanes. A nivel estatal, proponían la configuración de una Confederación de Países Socialistas. Exigían un gobierno autónomo propio con el uso del catalán como lengua oficial y que integrara las clases trabajadoras valencianas. También se interesan por los movimientos de liberación del Tercer Mundo, que inspiraba la lucha contra la dictadura franquista.

## Implantación (1965-1967)
Debido a la procedencia de sus militantes, su principal lugar de implantación fue la Universidad de Valencia, pero mantuvieron alguna presencia en una treintena de municipios valencianos, llegando a editar tres revistas comarcales (Terra Forta, Solc y Xuquer) En colaboración con Omnium Cultural lanzaron la campaña "Vint mil valencians demanen l'us de la llengua a l'Esglesia" ("Veinte mil valencianos piden el uso de la lengua en la Iglesia"). Intentaron conectar con el PSOE a través de Ricard Pérez Casado, y más tarde mantuvieron contactos con la CNT y la Unió Democràtica del País Valencià. Tuvieron relaciones muy fluidas con los grupos cristianos de Jordi Pujol y el Moviment Socialista de Catalunya (MSC) a través de Josep Pallach, Joan Reventós y Pau Verrié, que les facilitaron reuniones con gente del Partido Socialista Italiano; también mantuvieron algunos contactos con miembros del Front Nacional de Catalunya. Por el contrario, las relaciones con el PCE fueron inexistentes.
Eliseu Climent, Ricard Pérez Casado, Valerià Miralles y Vicente Albero mantuvieron contactos con el vicecónsul de EE. UU. en Valencia responsable de la CIA entonces Timothy Towell y 1965 los dos primeros viajaron a Estados Unidos para visitar la revista marxista Montlhy Review de los economistas Paul Baran y Swizy, mientras que en 1967 lo hizo Ciprià Císcar, del SDEUV. Jose Rodrigo, Vicent Albero y Valerià Miralles viajaron a Alemania invitados por el sindicato del metal alemán DGB en la reunión organizada por la Fundación Friederich Ebert del SPD en Bonn con todos los partidos socialistas del Estado, el SPD a través de la abogada madrileña Josefina Arrillaga proporcionó medios de propaganda al PSV. Durante unos años fue hegemónico en la Universidad de Valencia, donde hicieron un papel similar al del FOC en Cataluña o del FLP en Madrid. Organizó la I Asamblea Libre de Estudiantes de Valencia (2 de marzo de 1965) y colaboraron en la fundación del Sindicat Democràtic d'Estudiants Universitaris de València (SDEUV); asimismo publicaron varias revistas y organizaron algunas actuaciones de Raimon.
Tras una variada actividad entre 1965 y 1967, en 1968 el partido entró en crisis y se produjeron algunas escisiones, debidas sobre todo a la pluralidad ideológica del grupo, que a menudo provocaba cierta confusión ideológica.

## Disolución
La sección de Valencia se disolvió en 1968, integrándose una parte de sus miembros en partidos de izquierda ya existentes como el PCE, y otros contribuyendo a fundar grupos nacionalistas como Germania Socialista (GS), influida por PSAN, Grups d'Acció i Reflexió Socialista (GARS), Convergència Socialista del País Valencià o el Partit Socialista del País Valencià, considerado heredero del PSV. El grupo de Elche, sin embargo, no se disolvió hasta 1970. Otros, como Eliseu Climent, se dedicaron al mundo editorial desde la Libreria Tres i Quatre, que crearía Ediciones Tres i Quatre. A pesar de su corta duración, contribuyó sobremanera a que la izquierda de la Comunidad Valenciana adoptara posiciones valencianistas, muchas de ellas abandonadas a raíz de la Batalla de Valencia y en el I Congreso de Historia del País Valenciano.
- Datos: Q339316